# Mike Rockenfeller
Mike Rockenfeller (Neuwied, 1983. október 31. –) német autóversenyző.

## Pályafutása
1995-ben, kilencévesen lett gokartversenyző, és az 1990-es évek végéig több helyi és nemzeti gokartbajnokságban szerepelt.
2001-ben tért át formula versenyekre. A Formula König sorozatban versenyzett, ahol egy győzelmet szerzett és a negyedik helyen zárta a szezont. 2002 és 2004 között a német Porsche Carrera kupában indult. Első évében tizedik, 2003-ban második, míg 2004-ben bajnok lett.
2005-ben Marc Liebbel közösen megnyerte az FIA GT sorozat GT2-es értékelését. A Le Mans-i 24 órás versenyen is kategória győztes volt. Marc Lieb és Leo Hindery társaként az abszolút tizedik helyen ért célba, mely a legjobb GT2-es eredmény volt a viadalon.

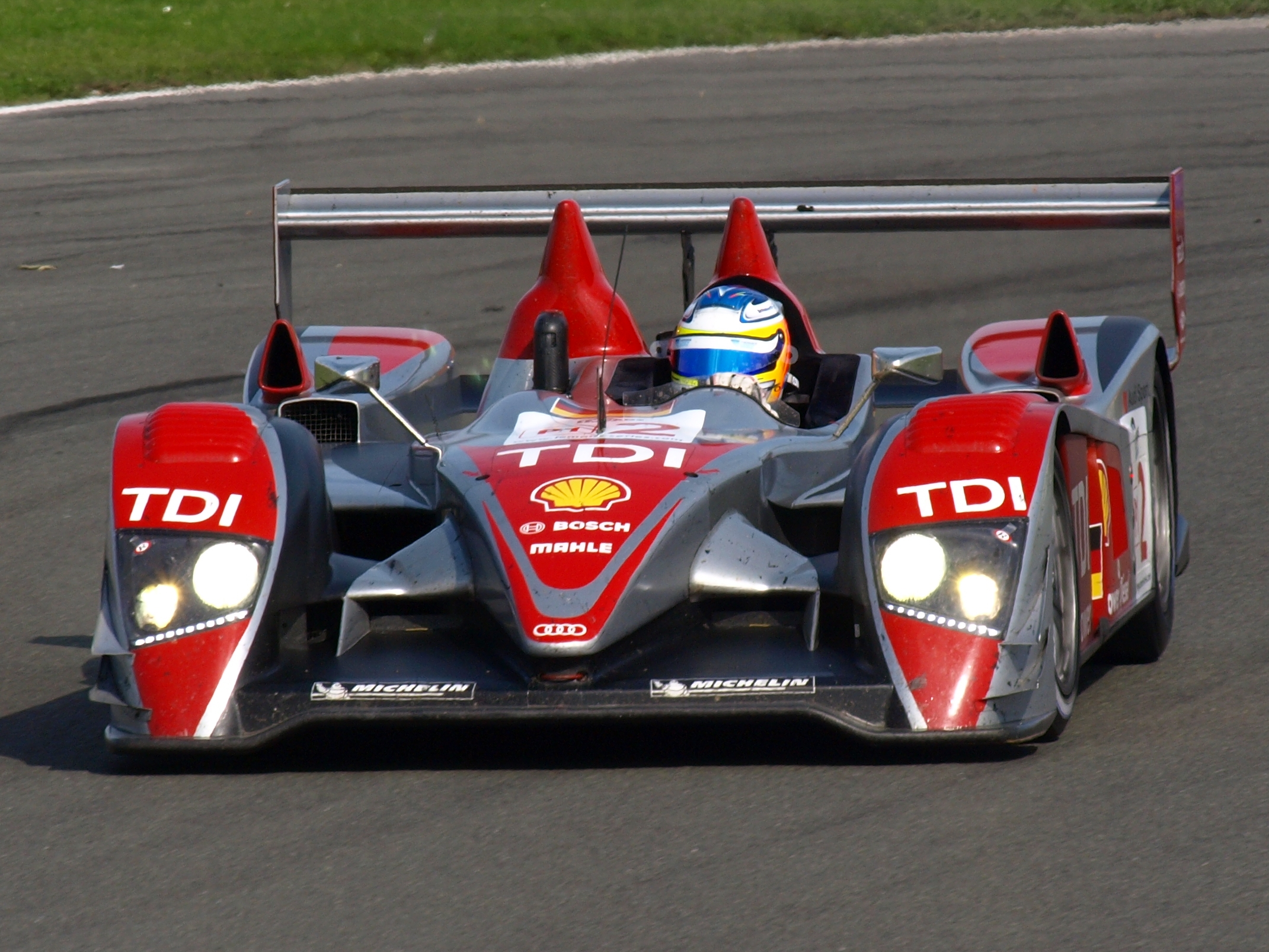
2008-ban a Silverstoni 1000 kilométeres versenyen

2007-ben az Audi gyári versenyzője lett. Ez évben debütált a Német túraautó-bajnokságban, ahol a Team Rosberg alakulattal a szezon összes futamán részt vett. Mike egyszer végzett a dobogón és további kétszer volt pontszerző, végül tizenegy pontjával a tizenkettedik helyen zárta az összetett értékelést. A Le Mans-i 24 óráson is az Audi csapatában indult. Lucas Luhrral és Alexandre Prémat-val egy autóban, már az LMP1-es kategóriában szerepelt. A futamot nem fejezték be, huszonhárom kör megtétele után kiestek a versenyből.
2008-ban megnyerte a Le Mans Series-t. Társa Alexandre Prémat volt, akivel a szezon négy futamán végeztek a dobogón és nyert futam nélkül végeztek az összetett értékelés első helyén. A német túraautó-bajnokságot a tizenegyedik helyen zárta, miután az év összes futamán célba ért, ám pontot mindössze kétszer szerzett. Ez évben is Lucas Luhr és Prémat volt a váltótársa a Le Mans-i 24 órás versenyen. A viadalon a második legjobb audisként zártak, öt kör hátrányban a kilences számú Peugeot-tól a negyedik helyen értek célba.

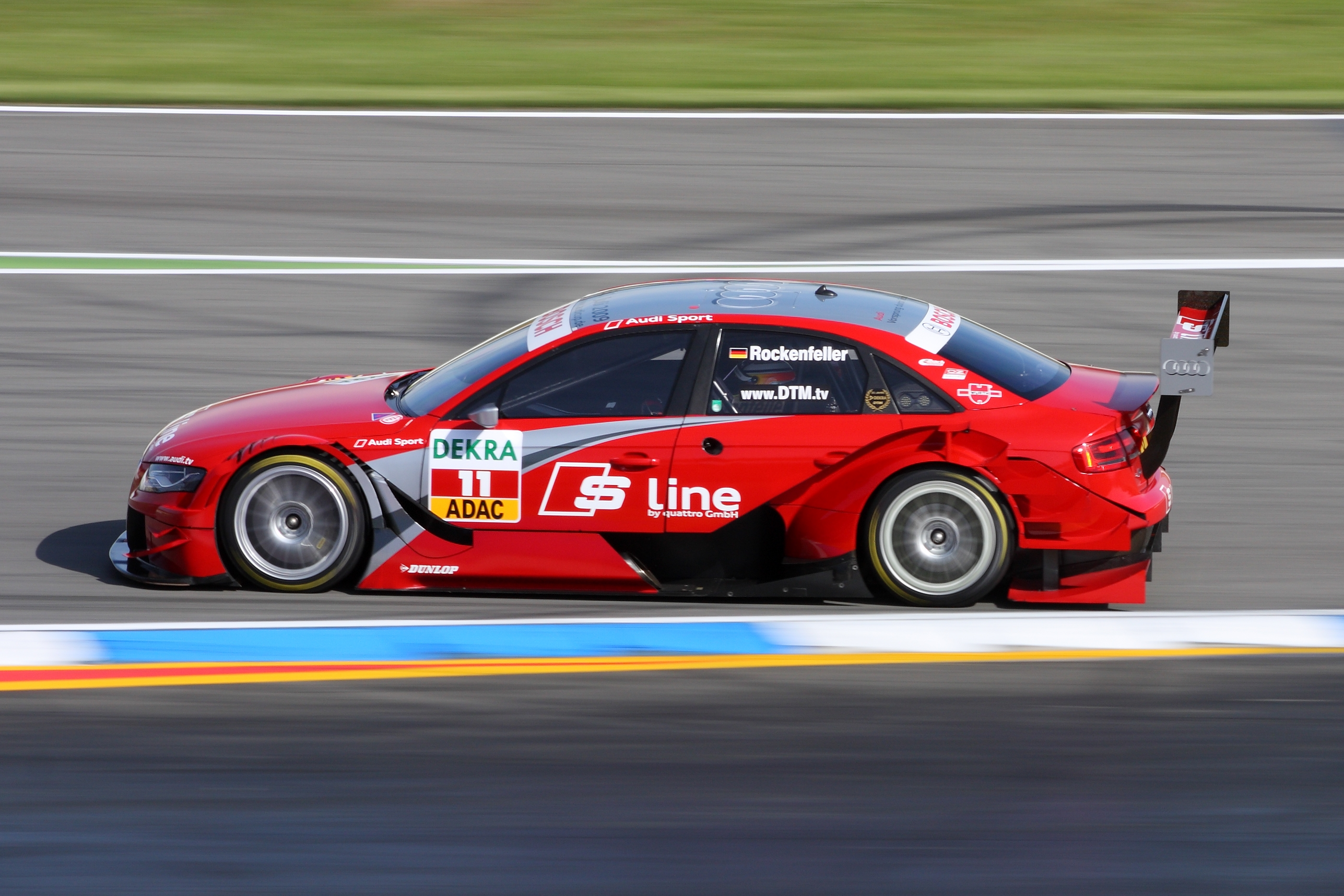
2009-ben a német túraautó-bajnokság egy futamán

2009-ben a tizennegyedik helyen zárta a német túraautó-bajnokságot. Le Mans-ban ezúttal Lucas Luhr mellett a verseny háromszoros győztese, Marco Werner volt a társa. Száznégy kör megtétele után Luhr kicsúszott, és összetörte az R15-ös hátulját. Az autó sérülései túl komolyak voltak ahhoz, hogy Luhr vissza tudjon vele érni a bokszutcába, így fel a verseny feladására kényszerültek.
2010-ben győzelemmel kezdte az évet, miután megnyerte a januárban rendezett Daytonai 24 órás versenyt, júniusban pedig a Le Mans-i viadalon lett első.
2013-ban már nem indult a Le Mans-i 24 órás versenyen, azonban a DTM-ben elindult az Audi-val és két futamgyőzelemmel valamint három dobogós helyezéssel és 142 ponttal megnyerte a bajnokságot.

## Eredményei

### Sikerei
| Év   | Siker                                                |
| ---- | ---------------------------------------------------- |
| 2005 | Le Mans-i 24 órás verseny - GT2-es kategória győztes |
| 2005 | Spa-i 24 órás verseny - GT2-es kategória győztes     |
| 2005 | FIA GT Széria - GT2-es bajnok                        |
| 2006 | Nürburgringi 24 órás verseny győztes                 |
| 2010 | Le Mans-i 24 órás verseny győztes                    |
| 2010 | Daytonai 24 órás verseny győztes                     |
| 2013 | DTM bajnok                                           |

### Daytonai 24 órás autóverseny
| Év   | Csapat                                            | Csapattárs                                                        | Autó                    | Kategória | Kör | Összetett Helyezés | Kategória Helyezés |
| ---- | ------------------------------------------------- | ----------------------------------------------------------------- | ----------------------- | --------- | --- | ------------------ | ------------------ |
| 2004 | Flying Lizard Motorsports                         | Johannes van Overbeek Lonnie Pechnik Seth Neiman Peter Cunningham | Porsche 996 GT3 Cup     | GT        | 523 | 3.                 | 2.                 |
| 2005 | Brumos Racing                                     | J.C. France Hurley Haywood Timo Bernhard Romain Dumas             | Fabcar FDSC/03-Porsche  | DP        | 432 | Kiesett            | Kiesett            |
| 2006 | Alex Job Racing Emory Motorsports                 | Patrick Long Lucas Luhr                                           | Crawford DP03-Porsche   | DP        | 731 | 3.                 | 3.                 |
| 2008 | SAMAX                                             | Allan McNish Lucas Luhr Henry Zogaib                              | Riley Mk. XI-Pontiac    | DP        | 233 | Kiesett            | Kiesett            |
| 2010 | Action Express Racing                             | João Barbosa Terry Borcheller Ryan Dalziel                        | Riley Mk. XI-Porsche    | DP        | 755 | 1.                 | 1.                 |
| 2012 | Flying Lizard Motorsports with Wright Motorsports | Jörg Bergmeister Patrick Long Seth Neiman                         | Porsche 997 GT3 Cup     | GT        | 706 | 26.                | 15.                |
| 2013 | Action Express Racing                             | João Barbosa Christian Fittipaldi Burt Frisselle                  | Coyote Corvette DP      | DP        | 708 | 4.                 | 4.                 |
| 2014 | Spirit of Daytona Racing                          | Michael Valiante Richard Westbrook                                | Coyote Corvette DP      | P         | 693 | 4.                 | 4.                 |
| 2015 | VisitFlorida.com Racing                           | Michael Valiante Richard Westbrook                                | Coyote Corvette DP      | P         | 734 | 3.                 | 3.                 |
| 2016 | Corvette Racing                                   | Jan Magnussen Antonio García                                      | Chevrolet Corvette C7.R | GTLM      | 722 | 8.                 | 2.                 |
| 2017 | Corvette Racing                                   | Jan Magnussen Antonio García                                      | Chevrolet Corvette C7.R | GTLM      | 652 | 8.                 | 4.                 |
| 2018 | Corvette Racing                                   | Jan Magnussen Antonio García                                      | Chevrolet Corvette C7.R | GTLM      | 781 | 13.                | 3.                 |
| 2019 | Corvette Racing                                   | Jan Magnussen Antonio García                                      | Chevrolet Corvette C7.R | GTLM      | 563 | 16.                | 6.                 |
| 2021 | Ally Cadillac Racing                              | Jimmie Johnson Simon Pagenaud Kobajasi Kamui                      | Cadillac DPi-V.R        | DPi       | 807 | 2.                 | 2.                 |
| 2022 | Ally Cadillac Racing                              | Jimmie Johnson Simon Pagenaud José María López                    | Cadillac DPi-V.R        | DPi       | 739 | 11.                | 5.                 |
| 2024 | Ford Multimatic Motorsports                       | Christopher Mies Harry Tincknell                                  | Ford Mustang GT3        | GTD Pro   | 726 | 31.                | 6.                 |

### Le Mans-i 24 órás autóverseny
| Év   | Csapat                   | Csapattárs                   | Autó                    | Kategória | Kör | Összetett Helyezés | Kategória Helyezés |
| ---- | ------------------------ | ---------------------------- | ----------------------- | --------- | --- | ------------------ | ------------------ |
| 2004 | Orbit Racing             | Marc Lieb Leo Hindery        | Porsche 911 GT3-RS      | GT        | 223 | Kiesett            | Kiesett            |
| 2005 | Alex Job Racing          | Marc Lieb Leo Hindery        | Porsche 911 GT3-RSR     | GT2       | 332 | 10.                | 1.                 |
| 2007 | Audi Sport Team Joest    | Lucas Luhr Alexandre Prémat  | Audi R10 TDI            | LMP1      | 23  | Kiesett            | Kiesett            |
| 2008 | Audi Sport Team Joest    | Lucas Luhr Alexandre Prémat  | Audi R10 TDI            | LMP1      | 374 | Kiesett            | Kiesett            |
| 2009 | Audi Sport North America | Lucas Luhr Marco Werner      | Audi R15 TDI            | LMP1      | 104 | Kiesett            | Kiesett            |
| 2010 | Audi Sport North America | Timo Bernhard Romain Dumas   | Audi R15 TDI plus       | LMP1      | 397 | 1.                 | 1.                 |
| 2011 | Audi Sport Team Joest    | Timo Bernhard Romain Dumas   | Audi R18 TDI            | LMP1      | 116 | Kiesett            | Kiesett            |
| 2012 | Audi Sport North America | Oliver Jarvis Marco Bonanomi | Audi R18 ultra          | LMP1      | 375 | 3.                 | 3.                 |
| 2018 | Corvette Racing - GM     | Jan Magnussen Antonio García | Chevrolet Corvette C7.R | GTE Pro   | 342 | 18.                | 4.                 |
| 2019 | Corvette Racing          | Jan Magnussen Antonio García | Chevrolet Corvette C7.R | GTE Pro   | 337 | 29.                | 9.                 |
| 2023 | Hendrick Motorsports     | Jenson Button Jimmie Johnson | Chevrolet Camaro ZL1    | Innovatív | 285 | 39.                | —                  |

### Teljes DTM eredménylistája
(Táblázat értelmezése)

(Félkövér: pole-pozícióból indult; dőlt: leggyorsabb kört futott) 

| Év   | Csapat                         | 1        | 2        | 3        | 4        | 5        | 6        | 7        | 8         | 9        | 10       | 11       | 12       | 13       | 14       | 15       | 16       | 17      | 18       | 19      | 20       | Helyezés | Pont |
| ---- | ------------------------------ | -------- | -------- | -------- | -------- | -------- | -------- | -------- | --------- | -------- | -------- | -------- | -------- | -------- | -------- | -------- | -------- | ------- | -------- | ------- | -------- | -------- | ---- |
| 2007 | Team Rosberg                   | HOC1 12  | OSC 3    | LAU 13   | BRH Ki   | NOR 13   | MUG 6    | ZAN 10   | NÜR 17    | CAT 7    | HOC2 Ki  |          |          |          |          |          |          |         |          |         |          | 12.      | 11   |
| 2008 | Team Rosberg                   | HOC1 10  | OSC 7    | MUG 14   | LAU 9    | NOR 13   | ZAN 10   | NÜR 15   | BRH 13    | CAT 5    | BUG 9    | HOC2 9   |          |          |          |          |          |         |          |         |          | 11.      | 6    |
| 2009 | Team Rosberg                   | HOC1 Ki  | LAU 7    | NOR 9    | ZAN 12   | OSC 13   | NÜR 10   | BRH 7    | CAT 12    | DIJ 13   | HOC2 9   |          |          |          |          |          |          |         |          |         |          | 14.      | 4    |
| 2010 | Team Phoenix                   | HOC 5    | VAL 6    | LAU 4    | NOR 12   | NÜR 9    | ZAN 13   | BRH 9    | OSC 5     | HOC 3    | ADR 16   | SHA 12   |          |          |          |          |          |         |          |         |          | 7.       | 22   |
| 2011 | Abt Sportsline                 | HOC 11   | ZAN 1    | SPL 5    | LAU      | NOR 14   | NÜR 3    | BRH 6    | OSC 6     | VAL 9    | HOC 4    |          |          |          |          |          |          |         |          |         |          | 6.       | 31   |
| 2012 | Phoenix Racing                 | HOC 5    | LAU 13   | BRH 3    | SPL 7    | NOR 6    | NÜR 5    | ZAN 2    | OSC 6     | VAL 5    | HOC Ki   |          |          |          |          |          |          |         |          |         |          | 4.       | 85   |
| 2013 | Phoenix Racing                 | HOC 8    | BRH 1    | SPL 4    | LAU 2    | NOR 5    | MOS 1    | NÜR 4    | OSC 2     | ZAN 2    | HOC 16   |          |          |          |          |          |          |         |          |         |          | 1.       | 142  |
| 2014 | Audi Sport Team Phoenix        | HOC 4    | OSC 2    | HUN 10   | NOR 8    | MOS Ki   | SPL 13   | NÜR 2    | LAU 10    | ZAN 15   | HOC 2    |          |          |          |          |          |          |         |          |         |          | 3.       | 72   |
| 2015 | Audi Sport Team Phoenix        | HOC 1 5  | HOC 2 6  | LAU 1 9  | LAU 2 10 | NOR 1 14 | NOR 2 Ki | ZAN 1 8  | ZAN 2 11  | SPL 1 8  | SPL 2 4  | MSC 1 10 | MSC 2 1  | OSC 1 Ki | OSC 2 19 | NÜR 1 11 | NÜR 2 7  | HOC 1 5 | HOC 2 15 |         |          | 10.      | 83   |
| 2016 | Audi Sport Team Phoenix        | HOC 1 Ki | HOC 2 10 | SPL 1 12 | SPL 2 8  | LAU 1 19 | LAU 2 17 | NOR 1 18 | NOR 2 Kiz | ZAN 1 14 | ZAN 2 15 | MSC 1 16 | MSC 2 15 | NÜR 1 14 | NÜR 2 22 | HUN 1 4  | HUN 2 8  |         |          |         |          | 19.      | 31   |
| 2016 | Audi Sport Team Abt Sportsline |          |          |          |          |          |          |          |           |          |          |          |          |          |          |          |          | HOC 1 5 | HOC 2 11 |         |          | 19.      | 31   |
| 2017 | Audi Sport Team Phoenix        | HOC 1 3  | HOC 2 7  | LAU 1 5  | LAU 2 5  | HUN 1 4  | HUN 2 10 | NOR 1 13 | NOR 2 Ki  | MSC 1 2  | MSC 2 12 | ZAN 1 4  | ZAN 2 1  | NÜR 1 14 | NÜR 2 17 | SPL 1 7  | SPL 2    | HOC 1 2 | HOC 2 3  |         |          | 4.       | 167  |
| 2018 | Audi Sport Team Phoenix        | HOC 1 14 | HOC 2    | LAU 1 11 | LAU 2 8  | HUN 1 11 | HUN 2 4  | NOR 1 15 | NOR 2 16  | ZAN 1 15 | ZAN 2 16 | BRH 1 10 | BRH 2 6  | MIS 1 10 | MIS 2 9  | NÜR 1 6  | NÜR 2 13 | SPL 1 2 | SPL 2 8  | HOC 1 6 | HOC 2 11 | 11.      | 87   |
| 2019 | Audi Sport Team Phoenix        | HOC 1 2  | HOC 2 Ki | ZOL 1 5  | ZOL 2 4  | MIS 1 6  | MIS 2 10 | NOR 1 Ki | NOR 2 3   | ASS 1 9  | ASS 2 1  | BRH 1 7  | BRH 2 6  | LAU 1 3  | LAU 2 3  | NÜR 1 Ki | NÜR 2 7  | HOC 1 3 | HOC 2    |         |          | 4.       | 179  |
| 2020 | Audi Sport Team Phoenix        | SPA 1 4  | SPA 2 5  | LAU 1 11 | LAU 2 5  | LAU 1 6  | LAU 2 11 | ASS 1 4  | ASS 2 11  | NÜR 1 4  | NÜR 2 3  | NÜR 1 9  | NÜR 2 7  | ZOL 1 8  | ZOL 2    | ZOL 1 Ki | ZOL 2 6  | HOC 1 6 | HOC 2 4  |         |          | 4.       | 139  |
| 2021 | Abt Sportsline                 | MNZ 1 9  | MNZ 2 8  | LAU 1 3  | LAU 2 8  | ZOL 1 2  | ZOL 2 10 | NÜR 1 3  | NÜR 2 Ki  | RBR 1 15 | RBR 2 Ki | ASS 1 13 | ASS 2 11 | HOC 1 3  | HOC 2 15 | NOR 1 Ki | NOR 2 4  |         |          |         |          | 8.       | 89   |

† A versenyt nem fejezte be, de helyezését értékelték, mert a versenytáv több, mint 75%-át teljesítette.